# 堂島ビルヂング
 堂島ビルヂング（どうじまビルヂング）は、大阪市北区西天満二丁目に存在する株式会社堂島ビルヂング保有のオフィスビルである。通称は堂ビル（どうビル）。

## 概要
長崎県出身の実業家で政治家でもあった橋本喜造が株式会社堂島ビルヂングを設立。堂島ビルヂングは1923年（大正12年）7月に竣工し、同時に同ビルホテルも開業した。東京の丸ビルと並び称された。
1960年（昭和35年）、1999年（平成11年）と2度の大改修により、外観は建設当時から大きく変化しているが、平成・令和期に入っても現役のオフィスビルとして使用されている。
御堂筋に面する西側と堂島川から見える南側が他の多くのオフィスビルと同様に直線状であるのに対して、1909年に埋め立てられた曽根崎川跡の道路に面する側は東側から北東側にかけて元の河川敷に沿って湾曲している。（建設時の写真は南西側、2018年の写真は西側から撮影されたものである。）

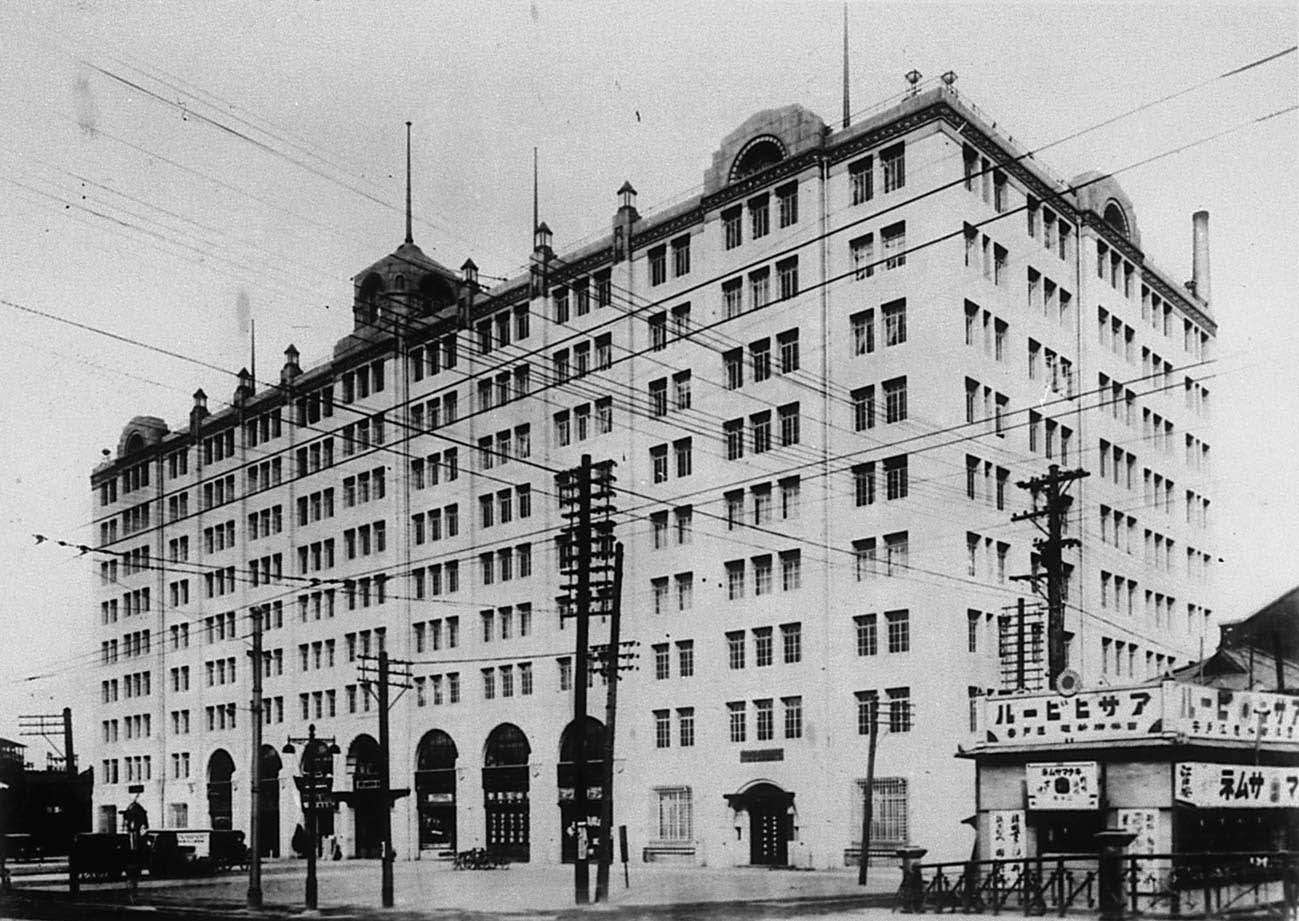
建設当初の姿
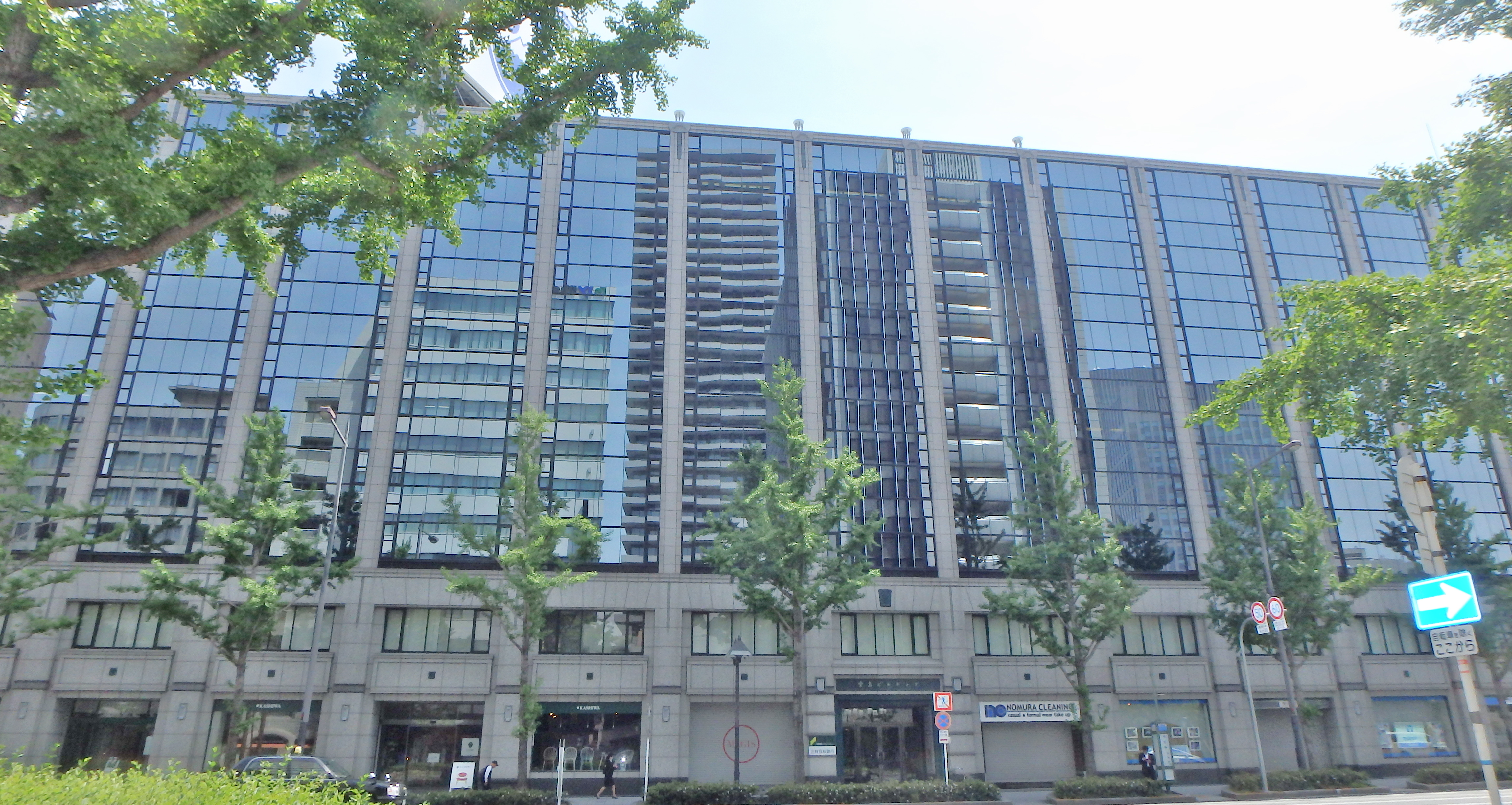
2018年